# Adelphithrips
Adelphithrips är ett släkte av insekter. Adelphithrips ingår i familjen smaltripsar.
Kladogram enligt Catalogue of Life:
| Adelphithrips | \| \| Adelphithrips cassinae \| \| \| \| \| \| Adelphithrips dolus \| \| \| \| \| \| Adelphithrips nothofagi \| \| \| \| |
|               | \| \| Adelphithrips cassinae \| \| \| \| \| \| Adelphithrips dolus \| \| \| \| \| \| Adelphithrips nothofagi \| \| \| \| |
|               | Adelphithrips cassinae                                                                                                   |
|               | |
|               | Adelphithrips dolus |
|               | |
|               | Adelphithrips nothofagi                                                                                                  |
|               | |